# Берёзовка (Купинский район)
Берёзовка — деревня в Купинском районе Новосибирской области России. Входит в состав Метелевского сельсовета. На момент 2024 года осталось 20 населенных дворов. 

## География
Площадь деревни — 12 гектаров.

## Население
| 2002 | 2007 | 2010 |
| ---- | ---- | ---- |
| 257  | ↘233 | ↘195 |

## Инфраструктура
В деревне по данным на 2007 год функционируют 1 учреждение здравоохранения и 2 учреждения образования.